# Giovanni Delago
Johann Baptist „Giovanni“ Delago (* 31. Januar 1903 in St. Ulrich in Gröden; † 14. August 1987 in Meran) war ein italienischer Skilangläufer.
Delago belegte bei den Nordischen Skiweltmeisterschaften 1930 in Oslo den 78. Platz über 17 km und nahm bei den Olympischen Winterspielen 1932 in Lake Placid am 50-km-Lauf teil, den er aber vorzeitig beendete.